# ایستگاه فضایی تیانگونگ ۲

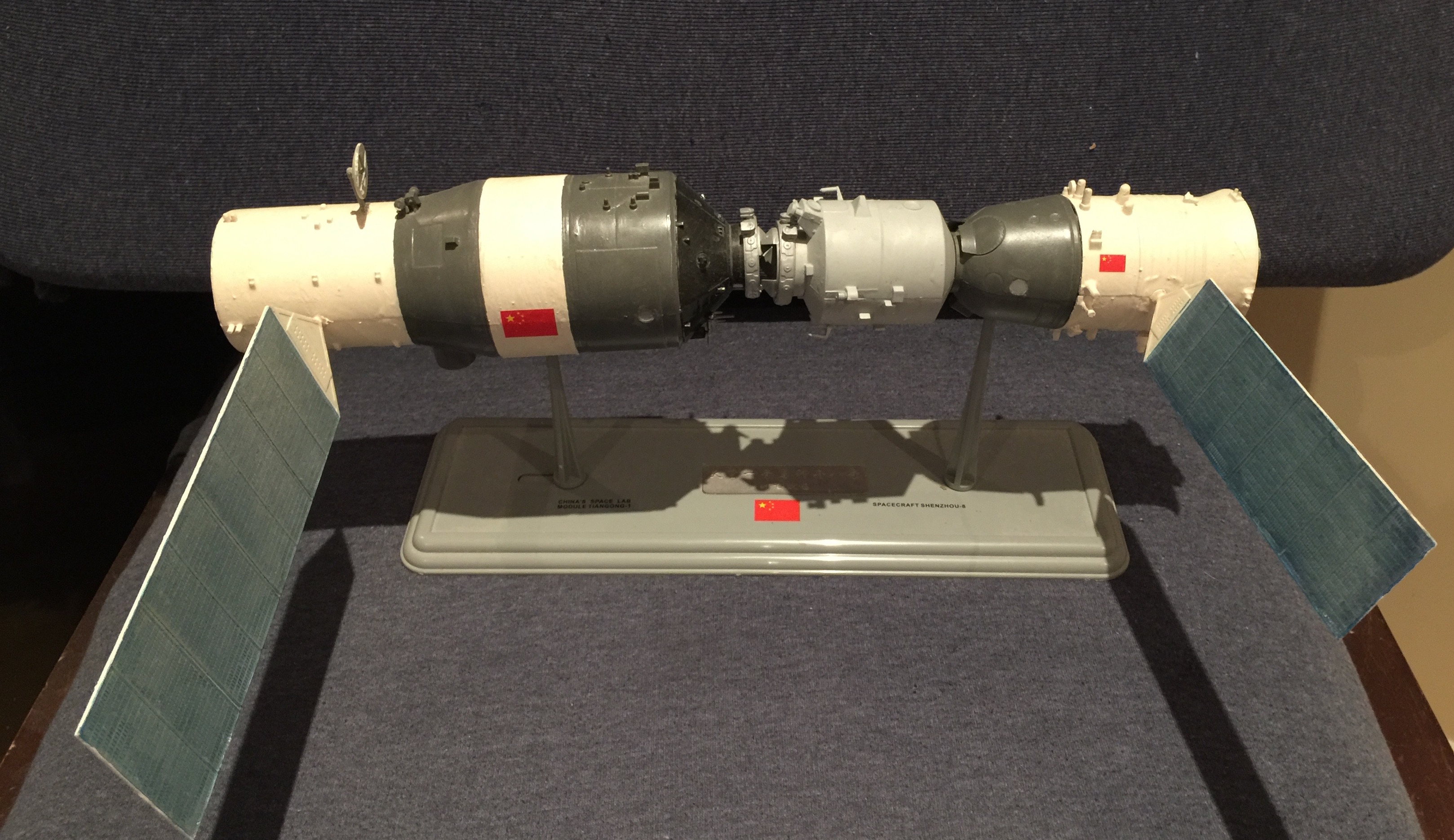
طرح ایستگاه فضایی-آزمایشگاه فضایی شنژو- تیانگونگ چینی

ایستگاه فضایی تیانگونگ ۲ به (چینی: 天宫 二号، پینیین: Tiāngōng èrhào؛ به معنای واقعی کلمه: "کاخ آسمانی ۲")، (به انگلیسی: Tiangong-2)، یک آزمایشگاه فضایی چینی و بخشی از برنامهٔ «پروژه ۹۲۱–۲ ایستگاه فضایی تیان گونگ» است. ایستگاه فضایی تیانگونگ ۲ در ۱۵ سپتامبر سال ۲۰۱۶، ۲۲:۰۴:۰9 (UTC + ۸) راه اندازی شد).
ایستگاه فضایی تیانگونگ ۲ نه در طراحی و نه در برنامه‌ریزی، به عنوان یک ایستگاه مداری دائمی در نظر گرفته نشده‌است؛ بلکه، بستری آزمایشی برای فناوری‌های کلیدی‌است که در ایستگاه فضایی مدولار بزرگ چین، که برای راه اندازی در سال ۲۰۲۳ برنامه‌ریزی شده در نظر گرفته شده و استفاده می‌شود.

## پیشینه
شرح مختصری که دفتر مهندسی پروازهای فضایی سرنشین‌دار چین در سال ۲۰۰۸ در مورد ایستگاه فضایی تیانگونگ ۲ و جانشین آن ایستگاه فضایی تیانگونگ ۳ منتشر کرده، نشان می‌دهد که حداقل دو سفینهٔ سرنشین‌دار برای پیوستن به ایستگاه فضایی تیانگونگ ۲ راه اندازی خواهند شد.